# Karen Holmgaard
Karen Holmgaard (28 gennaio 1999) è una calciatrice danese, difensore del Real Madrid e della nazionale danese.
È sorella gemella di Sara, anch'essa calciatrice di ruolo centrocampista, con la quale ha condiviso il percorso professionale giocando per le stesse società e in nazionale nel medesimo periodo.

## Carriera

### Club
Karen Holmgaard si avvicina al calcio fin da giovanissima, tesserandosi con il Vejle con il quale gioca, assieme alla sorella, tutta la prima parte della carriera nelle sue squadre giovanili.
Nell'estate 2017 sottoscrive un accordo con il Fortuna Hjørring per la stagione entrante, dandole così l'occasione di debuttare in una competizione UEFA per club, la UEFA Women's Champions League, scendendo in campo nei due incontri dei sedicesimi di finale della 2017-2018 giocati con le italiane della Fiorentina senza riuscire a passare al turno successivo. Con il nuovo club di Hjørring riesce a conquistare, al suo primo campionato in Elitedivisionen, il titolo di campione di Danimarca, mentre la stagione successiva condivide con le compagne la sua prima coppa di Danimarca.
In questo periodo si mette particolarmente in luce ricevendo il trofeo Årets kvindelige talent per l'anno 2018 dalla Federcalcio danese (DBU).
Grazie ai risultati ottenuti in campionato, Holmgaard gioca con la maglia biancoverde del Fortuna Hjørring tutte le successive stagioni di Women's Champions League arrivando agli ottavi di finale.
Nel dicembre 2020 ha lasciato il Fortuna Hjørring dopo tre stagioni e mezza e si è trasferita in Germania firmando, assieme alla sorella, un contratto con il Turbine Potsdam. fa il suo debutto in Frauen-Bundesliga, massimo livello del campionato tedesco, il 10 marzo 2021, alla 10ª giornata di campionato, nell'incontro pareggiato 0-0 in casa con il Werder Brema. Dopo una stagione e mezza a Potsdam sia lei che la sorella si sono trasferite in Inghilterra all'Everton.

### Nazionale
Holmgaard inizia a essere convocata dalla Federcalcio danese dal 2014, indossando inizialmente la maglia della formazione Under-16 con la quale disputa la Nordic Cup 2015.
Di quello stesso anno è la prima convocazione nella Under-17, dove alterna incontri amichevoli alle fasi di qualificazione all'Europeo di Bielorussia 2016, maturando nel torneo UEFA 2 presenze in entrambe le fasi dove la sua nazionale fallisce l'accesso alla fase finale.
Sempre nel 2016 è inserita in rosa nella formazione Under-19, con la quale debutta in amichevole il 14 settembre, vittoria 3-2 sulla Svizzera, venendo in seguito impiegata nelle due fasi di qualificazione all'Europeo di Irlanda del Nord 2017 e nel torneo di La Manga nel marzo 2017. Dopo aver fallito l'accesso alla fase finale, rimasta in quota Holmgaard disputa anche la successiva prima fase di qualificazione all'Europeo di Svizzera 2018, giocando tutti i tre incontri e contribuendo a far passare il turno alla sua nazionale che, dopo la fase élite riporta la squadra a una fase finale dopo l'ultima qualificazione del 2015.
Nel 2018, oltre a maturare l'unica presenza con la maglia dell'Under-23, arriva anche la prima convocazione in nazionale maggiore, chiamata dal commissario tecnico Lars Søndergaard in occasione dell'Algarve Cup 2018 dove debutta da titolare fin dal primo incontro del torneo, pareggiato a reti inviolate con l'Islanda, giocando tutte le restanti due partite della fase a gironi e, nuovamente con le islandesi, la finale per il 9º posto persa ai rigori dove è l'unica della sua squadra a non andare a segno dagli 11 metri. In seguito Søndergaard la chiama anche per le qualificazioni al Mondiale di Francia 2019, per lei 6 presenze dall'aprile all'ottobre 2018, e all'Algarve Cup 2019, caratterizzata da un'insolita formula, dove scende in campo in due incontri tra i quali la finale per il 9º posto del 6 marzo persa per 1-0 con la Scozia. Dopo quell'ultimo incontro, pur ricevendo convocazioni per le qualificazioni all'Europeo di Inghilterra 2022, per tornare a scendere in campo deve attendere il 12 aprile 2022, dove sigla anche la rete che fissa sul 2-0 il risultato con l'Azerbaigian in occasione dell'incontro valido per le qualificazioni, nel gruppo E della zona UEFA, al Mondiale di Australia e Nuova Zelanda 2023.

## Statistiche

### Presenze e reti nei club
Statistiche aggiornate al 9 ottobre 2024.
| Stagione                | Squadra                 | Campionato              | Campionato | Campionato | Coppe nazionali | Coppe nazionali | Coppe nazionali | Coppe internazionali | Coppe internazionali | Coppe internazionali | Altre coppe | Altre coppe | Altre coppe | Totale | Totale |
| Stagione                | Squadra                 | Comp                    | Pres       | Reti       | Comp            | Pres            | Reti            | Comp                 | Pres                 | Reti                 | Comp        | Pres        | Reti        | Pres   | Reti   |
| ----------------------- | ----------------------- | ----------------------- | ---------- | ---------- | --------------- | --------------- | --------------- | -------------------- | -------------------- | -------------------- | ----------- | ----------- | ----------- | ------ | ------ |
| 2017-2018               | Fortuna Hjørring        | E                       | 23         | 7          | CD              | ?               | ?               | UWCL                 | 2                    | 0                    | -           | -           | -           | 25+    | 7+     |
| 2018-2019               | Fortuna Hjørring        | E                       | 17         | 6          | CD              | ?               | ?               | UWCL                 | 2                    | 0                    | -           | -           | -           | 19+    | 6+     |
| 2019-2020               | Fortuna Hjørring        | E                       | 11         | 0          | CD              | ?               | ?               | UWCL                 | 2                    | 0                    | -           | -           | -           | 13+    | 0+     |
| giu.-dic. 2020          | Fortuna Hjørring        | E                       | 11         | 2          | CD              | ?               | ?               | UWCL                 | 2                    | 0                    | -           | -           | -           | 13+    | 2+     |
| Totale Fortuna Hjørring | Totale Fortuna Hjørring | Totale Fortuna Hjørring | 62         | 15         | -               | ?               | ?               | -                    | 8                    | 0                    | -           | -           | -           | 70+    | 15+    |
| gen. 2021               | Turbine Potsdam         | BL                      | 10         | 1          | CG              | 2               | 0               | -                    | -                    | -                    | -           | -           | -           | 12     | 1      |
| 2021-2022               | Turbine Potsdam         | BL                      | 19         | 1          | CG              | 5               | 0               | -                    | -                    | -                    | -           | -           | -           | 24     | 1      |
| Totale Turbine Potsdam  | Totale Turbine Potsdam  | Totale Turbine Potsdam  | 29         | 2          | -               | 7               | 0               | -                    | -                    | -                    | -           | -           | -           | 36     | 2      |
| 2022-2023               | Everton                 | WSL                     | 19         | 1          | CI              | 1               | 0               | -                    | -                    | -                    | WLC         | 4           | 1           | 24     | 2      |
| 2023-2024               | Everton                 | WSL                     | 13         | 2          | CI              | -               | -               | -                    | -                    | -                    | WLC         | 1           | 0           | 14     | 2      |
| 2024-2025               | Everton                 | WSL                     | -          | -          | CI              | -               | -               | -                    | -                    | -                    | WLC         | -           | -           | -      | -      |
| Totale Everton          | Totale Everton          | Totale Everton          | 32         | 3          | -               | 1               | 0               | -                    | -                    | -                    | -           | 5           | 1           | 38     | 4      |
| Totale carriera         | Totale carriera         | Totale carriera         | 123        | 20         | -               | 8+              | 0+              | -                    | 8                    | 0                    | -           | 5           | 1           | 144+   | 21+    |

## Palmarès
- Campionato danese: 1

Fortuna Hjørring: 2017-2018
- Coppa di Danimarca: 1

Fortuna Hjørring: 2018-2019